# خون وحشی (فیلم ۲۰۰۸)
خون وحشی (ایتالیایی: Sanguepazzo) فیلمی از سینمای ایتالیا به کارگردانی مارکو تولیو جوردانا محصول ۲۰۰۸ است.
این فیلم داستان دو بازیگر مشهور سینمای فاشیسم به نام‌های لوئیزا فریدا و اسوالدو والنتی را که از حامیان جمهوری اجتماعی ایتالیا بودند، بازگو می‌کند. آن‌ها که متهم به همکاری و شکنجه بودند، در ۳۰ آوریل ۱۹۴۵، پس از آزادی کشور، توسط پارتیزان‌ها تیرباران شدند.
فیلم در ۲۰۰۸ در جشنواره کن به نمایش درآمد.

## هنرپیشگان
- لوکا زینگارتی در نقش اسوالدو والنتی
- مونیکا بلوچی در نقش لوئیزا فریدا
- السیو بونی در نقش گلفیرو/تیلور
- مائوریتسیو دونادونی در نقش ورو ماروتسین
- لوئیجی دیبرتی در نقش کاردی
- ماتیا اسبراجا در نقش کارگردان فیلم
- لوئیجی لو کاشو در نقش پارتیزان
- سونیا برگاماسکو در نقش رندانی
- آئورورا کواتروکی
- ماسیمو سارکیه‌لی